# باشگاه فوتبال فورتونا سیتارد
فورتونا سیتارد (انگلیسی: Fortuna Sittard) باشگاه فوتبال هلندی است که در شهر سیتارد قرار دارد و در لیگ برتر فوتبال هلند بازی می‌کند. این باشگاه در حال حاضر بازیهای خانگی خود را در ورزشگاه فورتونا سیتارد با ظرفیت ۱۲۵۰۰ برگزار می‌کند. 
این باشگاه در تاریخ ۱ ژوئیه ۱۹۶۸ تأسیس شده است.

## افتخارات
- قهرمان جام حذفی فوتبال هلند: ۱۹۵۷، ۱۹۶۴

- Eredivisie